# قلعه باقرآباد
قلعه باقرآباد مربوط به دوره قاجار است و در شهرستان بافق، روستای باقرآباد واقع شده و این اثر در تاریخ ۲۲ مرداد ۱۳۸۴ با شمارهٔ ثبت ۱۳۰۰۰ به‌عنوان یکی از آثار ملی ایران به ثبت رسیده است.